# Guérilla
Pour les articles homonymes, voir Guérilla (homonymie).
 (avril 2013).
Si vous disposez d'ouvrages ou d'articles de référence ou si vous connaissez des sites web de qualité traitant du thème abordé ici, merci de compléter l'article en donnant les références utiles à sa vérifiabilité et en les liant à la section « Notes et références ».
 (septembre 2008).

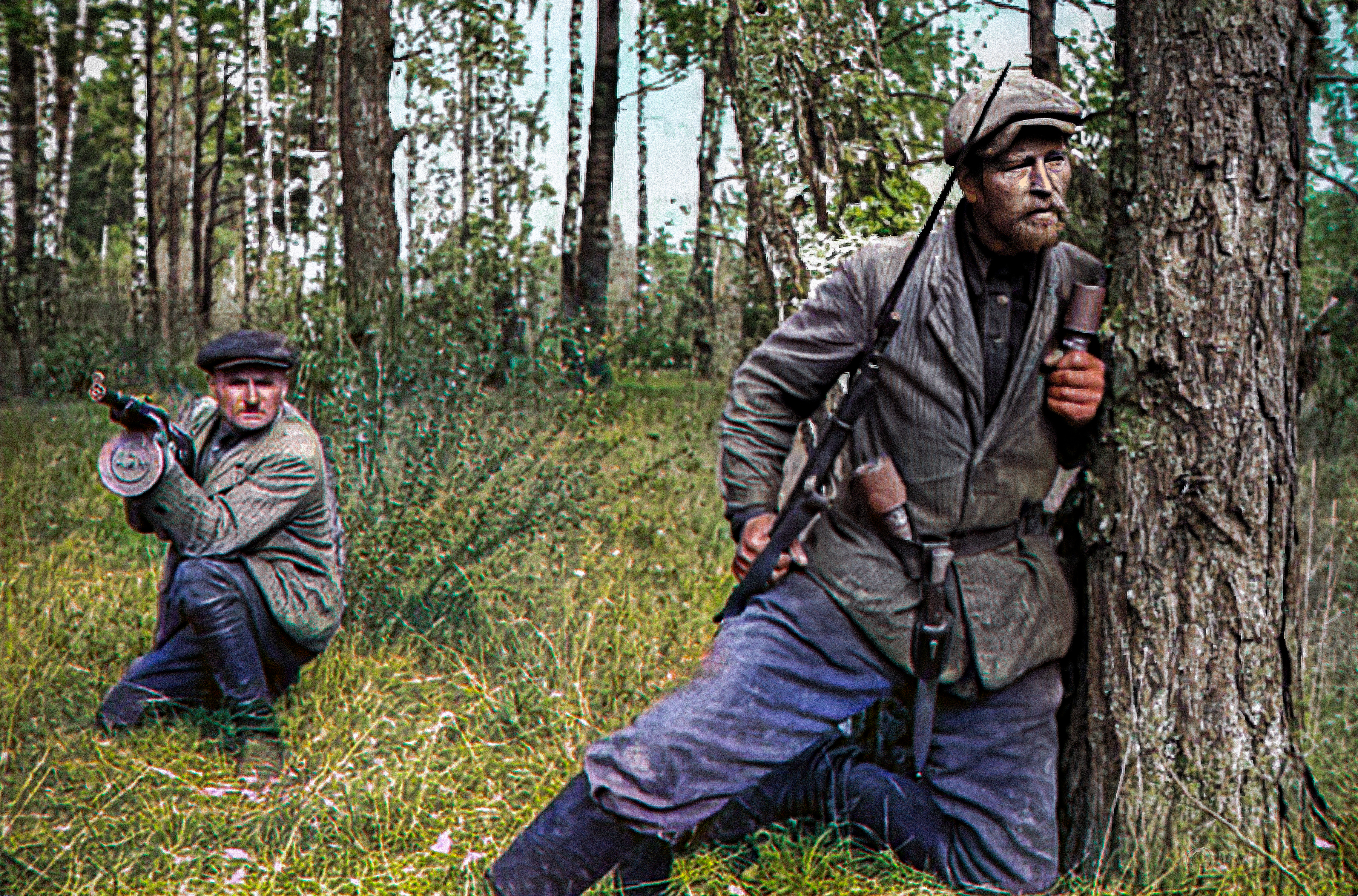
Partisans biélorusses dans la Biélorussie occupée par les nazis en 1943.

La guérilla (de l'espagnol guerrilla [geˈriʎa]) est un ensemble de combats d'unités mobiles et flexibles pratiquant une guerre de harcèlement, d'embuscades, de coups de main menée par des unités irrégulières ou des troupes de partisans, sans ligne de front. Elle peut être aussi bien urbaine que rurale.
Les combattants se livrant à la guérilla sont appelés guérilleros, mais il arrive qu'on emploie le mot guérilla pour désigner l'ensemble des combattants : la guérilla castriste, par exemple.
Les tactiques de guérilla sont une des plus anciennes formes de guerre dissymétrique ; contrairement au terrorisme, elles ne visent pas les civils. Les principaux auteurs modernes de la théorie de la guérilla sont Abdelkrim al-Khattabi (lors de la bataille d'Anoual), Fidel Castro, Thomas Edward Lawrence, Mao Zedong, Che Guevara et le Front de libération nationale en Algérie, mais sa théorisation est bien plus ancienne : elle remonte à l’empereur byzantin Nicéphore II Phocas. À la différence de la guerre dissymétrique, la guerre asymétrique est toujours celle du faible au fort, visant des cibles collatérales faibles et sans défense, telles les institutions civiles de l'autorité contestée.
Selon Robert Taber, la guérilla a pour but politique de renverser une autorité contestée par de faibles moyens militaires très mobiles utilisant les effets de surprise et avec une forte capacité de concentration et de dispersion. La tactique des commandos britanniques durant la Seconde Guerre mondiale est proche de celle de la guérilla, mais diffère dans le but qui est militaire pour les commandos et politique pour la guérilla. Les « forces spéciales » d'aujourd'hui sont les héritières directes de ces commandos britanniques. Souvent, il y a confusion entre guérilla et commando dont la similarité est dans la tactique et la différence dans la stratégie à la fois militaire et psychologique pour atteindre le but de renverser un gouvernement.
Le but politique se réalise par des stratégies militaires et des stratégies diplomatiques combinées qui orientent et délimitent des tactiques possibles, comme celle du couple « terrorisme et propagande » souvent rencontré et parfois confondu avec la guérilla.

## Étymologie et traductologie
Le mot, lui-même provenant de l'espagnol « guerrilla » (littéralement « petite guerre »), a initialement décrit les tactiques pour résister au régime imposé en Espagne par Napoléon Bonaparte, notamment par Juan Martín Díez qui est réputé avoir orienté les armées espagnoles vers cette stratégie.
Souvent constaté dans la presse francophone depuis la fin du XXe siècle, l'emploi erroné du terme « guérilla » pour désigner les combattants eux-mêmes (correctement nommés guérilleros) n'est pas une métonymie mais une faute de traduction de l'anglais, langue dans laquelle guérilleros se dit guerillas, faux ami du français « guérilla ».

### Guerre politique

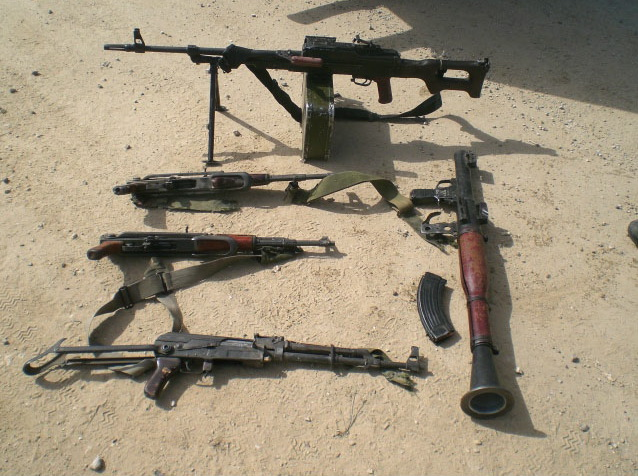
Des armes saisies par Tsahal. Dans ce butin de guerre figurent les grands classiques des guérilleros depuis la guerre du Viêt Nam : une mitrailleuse PKM, trois fusils d'assaut AKM et un lance-roquettes Type 69 (rpg 7).

La guérilla est essentiellement une guerre politique depuis son origine moderne espagnole dans la lutte contre l’invasion napoléonienne. Alors, son champ opératoire dépasse les limites territoriales d’une guerre conventionnelle de conquête territoriale pour entrer dans l’entité politique même : le « zôon politikon » d’Aristote.
La guerre des Cévennes (1702-1704), opposant des paysans protestants du sud de la France au pouvoir royal qui avait proscrit et cherchait à réprimer toute forme religieuse non catholique, peut être considérée comme un prototype de guérilla.
C'est avec les guerres de la Révolution française et du Premier Empire que ce phénomène va connaître un tournant historique majeur. Les guérillas deviennent alors de véritables stratégies politico-militaires, fortement marquées idéologiquement, le plus souvent « à droite » du fait de l'importance de la motivation religieuse et de leur opposition à la République française (Chouannerie entre autres) ou à l'Empire.
Tout au long du XIXe siècle, cette tendance à l'idéologisation se poursuit, en particulier en Amérique latine. Un glissement idéologique « vers la gauche » se fait alors partiellement sentir. C'est durant la même période que cette idéologie politico-militaire rencontre un courant artistique et littéraire : le romantisme. Dès lors, ces deux mouvements ne cesseront plus de s'influencer mutuellement.
En effet, l’humain est considéré comme l’objectif premier dans une guerre politique et comme la cible militaire de la guérilla. L’humain a son point central critique et névralgique dans l’esprit. Ceci s'illustre dans la devise de l’UNESCO : « Comme c’est dans l’esprit des hommes que naît la guerre, c’est dans l’esprit des hommes que nous devons ériger les remparts de la paix » (« Since wars begin in the minds of men, it is in the minds of men that the defences of peace must be constructed »). La guérilla est une guerre de conquête du cœur et de l’esprit. Lorsque le cœur et l’esprit sont touchés, l’animal social (zôon politikon) est acquis sans recevoir nécessairement une seule balle ou un seul éclat d’obus.
La guérilla naît et se développe dans un environnement politique et à travers un combat constant pour contrôler le domaine de la mentalité politique inhérent à l’animal social qu’est l’humain. La collectivité humaine constitue l’environnement et le contexte qui orientent et délimitent les configurations et les activités possibles de la guérilla, dans la perspective de la théorie des contextes en écopolitique d’une approche écosystémique. C’est en ceci que l’expression de Mao Zedong du « guérillero dans la population, comme un poisson dans l’eau » devient claire et intelligible dans sa largeur et sa profondeur. En effet, une guérilla conquérante est celle qui correspond à une réponse appropriée au contexte socio-politique et à l’environnement physique. En effet, la guerre et la guérilla sont des formes de communication dans laquelle sont immergées différentes parties prenantes. C’est une forme de relation orientée vers un certain but.
La conception de la guérilla comme une lutte politique a placé les opérations psychologiques au rang des facteurs décisifs pour obtenir des résultats favorables. Alors, la cible à atteindre des guérilleros est le cœur et l’esprit de la population, toute la population, ses troupes, les troupes adverses et surtout la population civile attentiste dont l’adhésion ou la désertion fait la différence entre la victoire ou la défaite de la guérilla. De la Seconde Guerre mondiale au temps présent, les exemples illustratifs sont très nombreux.
L’histoire de l’Armée populaire vietnamienne est une illustration emblématique de cette conception de la guérilla comme guerre politique, de la naissance avec la « Brigade de propagande armée » jusqu’aux divisions lourdes des grandes batailles soutenues par la milice locale des paysans en armes qui forment la base des troupes régionales. La guérilla n’est pas seulement les pièges et embuscades de ces paysans en armes des combattants de l’ombre.

### Guérilla et propagande
La nature et l’environnement de la guérilla ne permettent pas des opérations psychologiques par des médias de masse de haute ou moyenne technologie comme le cinéma, la radio et la télévision. Par la conquête du cœur et de l’esprit, la guérilla se réfère bien plus aux contacts humains directs de la « propagation épidémique » de proche en proche sur le terrain, comme une contagion pour éveiller les consciences, plutôt qu’à une « irradiation » à partir d’un centre avec des médias de masse entre des personnes qui ne se connaissent pas et ne se reconnaissent pas. Un exemple de « propagation épidémique » est la rumeur qui se répand de proche en proche, comme une contagion, entre des personnes qui se connaissent et se reconnaissent du type « quelqu’un qui a vu quelqu’un qui a vu l’ours ».
La rumeur répand une « vérité » plus vraie que la « vérité véridique », comme l’ont montré Edgar Morin et son équipe avec la « Rumeur d'Orléans » de 1968 où des jeunes femmes ont été capturées pour la « traite des blanches », selon cette rumeur. Même s’il n’y a eu aucune disparition signalée à la police, c’était que la police fut complice, dans le coup de ce trafic, selon cette propagation épidémique de la rumeur. Cette vérité véridique de la rumeur résistait à toute validation scientifique en accusant la science complice, en inventant même un sous-marin remontant la Loire navigable seulement par des barges à fond plat et de faible tirant d’eau.
La conscience politique individuelle de la guérilla et les raisons de la lutte sont aussi importantes que l’aptitude au combat. C’est le « Devoir » et « Vouloir » de la guerre psychologique, par rapport au « Pouvoir » et « Savoir » de la quincaillerie[Quoi ?] et de l’expertise militaires. Cette conscience politique et cette motivation sont rendues possibles par :
- Le développement du potentiel de lutte des guérilleros en même temps que la raison de cette lutte et la motivation de lutter.
- La reconnaissance par les guérilleros eux-mêmes du lien vital avec la population dont le soutien est essentiel pour la survie, le développement et la reproduction des deux parties. L’échec de la guérilla de Che Guevara en Bolivie semblait être attribuable à la rupture de ce lien avec la population.
- Le développement de ce lien comprend la confiance de la population en la guérilla comme un facteur important du changement insurrectionnel qui est la base psychologique pour des politiques mises en place, après de petites victoires en petites victoires. Ainsi, les zones « libérées » deviennent des modèles réduits de la vie future dans la société promise.
- Le développement de proche en proche de ce lien de confiance en la guérilla dans la reconstruction du pays, de l’échelle locale à l’échelle nationale, de petites victoires en petites victoires, de zones « libérée » en zones « libérées » dans le cours de la guerre de libération. Dans les Guerres d’Indochine, ce fut ces « hiérarchies parallèles » clandestines qui ont fait perdre l’Indochine aux Français, selon Bernard B. Fall, et le Viêt Nam aux américains. Pendant la Seconde Guerre mondiale, l’administration gaulliste a pu mettre en place ces hiérarchies parallèles administratives en concurrence avec l’État français de Vichy.
- La promotion et la valorisation de la participation des guérilleros et de la population dans les affaires civiques des programmes nationaux de reconstruction.

Le développement, la promotion et la valorisation se fondent sur la capacité des guérilleros à persuader la population dans des rencontres en face-à-face de la dynamique de groupes, au niveau local des petites unités pour la propagation de la rumeur de proche en proche afin d’obtenir le soutien actif de la population, essentiel et vital pour le succès de la guérilla. À cette persuasion dans la promesse du mieux est alliée la dissuasion dans la promesse du pire avec des exécutions publiques, cruelles et ostentatoires des « traîtres » et « collaborateurs ». Ce fut le fait aussi de la Résistance française pendant l’occupation nazie, comme dans toute guérilla.
Trop souvent, nous percevons la guérilla seulement du point de vue des combats tactiques. C’est une erreur fatale et extrêmement dangereuse pour les gouvernements qui affrontaient cette guérilla avec les « forces spéciales » de commandos. Ces gouvernements ont tous perdu en se trompant de guerre et en ignorant (aussi bien dans la signification française de « ne pas savoir » que dans la signification anglaise de « ne pas vouloir savoir ») que la guérilla soit une guerre politique et que le but de la guérilla soit politique dont la lutte armée ne soit qu’instrumentale.
Cette lutte armée n’est qu’un des six piliers (cf. Thomas Edward Lawrence) de même hauteur et de même robustesse pour soutenir toute l’édifice de la guérilla. Il n’y a pas de priorité et d’importance particulières de chacun de ces piliers dans l’ensemble écosystémique du contexte socio-politique et de l’environnement physique. La solidité d’une chaîne est celle du maillon le plus faible.
Délaissant la lutte armée au profit de la non-violence active dans la philosophie indienne, la guerre politique d’indépendance de l’Inde a bien été une guérilla de Gandhi. Dans son objectif d'atteindre un but politique, elle orientait et délimitait les stratégies possibles de confrontation, de négociation et de revendication qui se déployaient dans des tactiques de mise en évidence des exploitations et des oppressions à l’usage local, régional national et international.

## Guérilla et terrorisme
L'intérêt des exécutions ciblées de cadres politico-administratifs est indéniable, tout d'abord ces cadres sont plus proches du pouvoir que les combattants et ils ont donc plus de possibilités d'influer sur les décisions gouvernementales, l'effet psychologique sur la population qui croyait que tel haut fonctionnaire abattu était bien protégé est double : les partisans ou sympathisants de la rébellion sont raffermis dans leur conviction et les indécis peuvent basculer dans le camp de l'insurrection. Tom Barry (en), un des chefs historiques de l'IRA pendant la guerre anglo-irlandaise, avait tenté d'abattre un magistrat particulièrement inflexible. Selon ses propres termes la mort de ce juge aurait été plus profitable à l'IRA que celle de 50 Black and Tans.

## Tactiques
Les tactiques de guérilla sont fondées sur le renseignement, l'embuscade, la tromperie (selon Sun Tzu) où la guerre est l'art de la tromperie, en contraste à l'utilisation illimitée de la force brute chez Clausewitz et le sabotage. D'après Che Guevara, « le principe de la guérilla, c'est le mouvement perpétuel ». Ces stratégies visent à déstabiliser l'autorité établie par de longues confrontations de faibles intensité (d'où la dénomination moderne de « guerre de basse intensité »). Dans le cas d'un occupant étranger impopulaire, le recours à la guérilla peut rendre prohibitif le coût de maintien d'une présence coloniale et entraîner son retrait.
La guérilla menée contre des puissances occupantes doit épargner les civils dans la mesure du possible. Par cette tactique, elle s'assure du soutien de la population. Les civils sont les premières victimes de représailles pour collaboration. De tels crimes sont condamnés par le commandement ou un tribunal de la guérilla. En revanche, les situations de guerre civile conduisent parfois les deux camps à commettre des atrocités contre les civils. Les insurgés peuvent également impliquer la population civile en matière de renseignement et d'approvisionnement et le faire savoir aux autorités légales afin de faire réagir celles-ci.
Les forces régulières seront dans l'obligation de prendre des mesures impopulaires (couvre-feu, zones interdites, établissement de laisser passer), qui les détacheront des populations subissant ces mesures. Devant la mauvaise volonté de la population, les forces régulières risquent fort de commettre des exactions, qui certes auront une incidence à court terme sur les capacités de la guérilla mais à long terme sépareront définitivement la population des loyalistes et grossiront les rangs de la guérilla.
Dans la France occupée, c'est l'établissement du Service du travail obligatoire (STO) qui a drainé vers les maquis des milliers de jeunes hommes. Les réquisitions exponentielles ont fait basculer le monde paysan dans sa majorité vers la résistance et ce d'autant plus facilement que nombre de maquisards étaient des gens du pays. En Dordogne, les exactions dont s'est rendue coupable la Légion nord-africaine d'Henri Lafont ont poussé la population locale à mener contre cette unité une lutte armée impitoyable.
Parce qu'ils sont peu nombreux et peuvent se cacher dans la population, les guérilleros sont considérés comme terroristes par leurs adversaires. Ils risquent de ne pas se voir reconnaître le statut de combattant. Le premier protocole additionnel de 1977 des conventions de Genève (qui régit aussi bien les guerres contre une puissance étrangère ou coloniale, les régimes autoritaires ou entre états) reconnaît comme combattant celui qui, en raison de la nature du conflit, ne porte pas d'uniforme aussi longtemps qu'il porte des armes ouvertement pendant des opérations militaires. Cela pourrait donner aux guérillas sans uniforme un statut de combattant dans les pays signataires.
La guérilla est divisée en deux catégories principales : guérilla urbaine et rurale. Dans les deux cas, elle s'appuie sur des sympathisants qui l'approvisionnent et la renseignent. Les guérillas rurales opèrent dans des régions propices aux couvertures et à la dissimulation, notamment en forêt dense et montagneuses. La guérilla urbaine se fond dans la population mais est dépendante de l'aide de citadins. Une assistance étrangère sous forme de soldats, armes, sanctuaires, ou au moins, de témoignages de sympathie accroît l'efficacité d'un mouvement de guérilla. Cette ingérence étrangère peut être utilisée par les autorités en place pour inspirer un sentiment nationaliste à la population et discréditer la guérilla.
La théorie maoïste de la guerre populaire prolongée se divise en trois phases. À la première phase, les guérilleros obtiennent le support de la population au travers d'attaques contre la machine gouvernementale et par la diffusion de propagande. À la seconde phase, la montée en puissance des attaques se fait sur le pouvoir militaire et les institutions vitales. À la troisième phase, le combat conventionnel est employé pour prendre les villes, déborder le gouvernement et contrôler le pays.

## Théoriciens
Hans von Dach est l'auteur de l'influent manuel en sept volumes de 1957 sur la guerre de guérilla Total Resistance (Der totale Widerstand: Eine Kleinkriegsanleitung für Jedermann), qui a fait de lui le théoricien tactique suisse le plus connu à l'échelle internationale.
Mao Zedong est l'auteur de Sur la guérilla (1937), traduit du chinois vers l'anglais en 1961 par Samuel B. Griffith.